# Campo la Paloma
Campo la Paloma är en ort i Mexiko.   Den ligger i kommunen Elota och delstaten Sinaloa, i den centrala delen av landet, 900 km nordväst om huvudstaden Mexico City. Campo la Paloma ligger 9 meter över havet och antalet invånare är 192.
Terrängen runt Campo la Paloma är platt. Runt Campo la Paloma är det ganska tätbefolkat, med 78 invånare per kvadratkilometer. Närmaste större samhälle är La Cruz, 14,5 km sydost om Campo la Paloma. Trakten runt Campo la Paloma består till största delen av jordbruksmark.